# Saint-Constant (Francja)
Saint-Constant – miejscowość i dawna gmina we Francji, w regionie Owernia-Rodan-Alpy, w departamencie Cantal. W dniu 1 stycznia 2016 roku z połączenia dwóch ówczesnych gmin – Fournoulès oraz Saint-Constant – utworzono nową gminę Saint-Constant-Fournoulès. Siedzibą gminy została miejscowość Saint-Constant. W 2013 roku populacja Saint-Constant wynosiła 578 mieszkańców. 